# 노매딕 컴퓨팅
노매딕 컴퓨팅(Nomadic Computing)은 1995년 UCLA에서 제안한 프로젝트로, 선과 연결의 제약을 없애고 네트워킹의 이동성을 극대화하여 특정장소가 아닌, 어디에서나 컴퓨터를 사용할 수 있게 하는 기술이다.
즉, 유목(Nomadic) 환경에서 여러 가지 디바이스를 가지고 다닐 필요가 없이 모든 장소에서 모든 디바이스에 정보기기가 탑재되어 무선인터넷과 텔레매틱스와 같은 컴퓨팅 기술을 통해 사용자의 관점에서 일관된 내용의 서비스를 받을 수 있는 것이다. 국내에서는 KT의 네스팟과 같이 무선 인터넷 환경을 만들어 이동성을 강조한 서비스를 제공하고 있다.

## 같이 보기
- 유비쿼터스 컴퓨팅